# Tangents
Tangents (alias Time Chasers) is een Amerikaanse sciencefictionfilm uit 1994, geregisseerd door David Giancola. De hoofdrollen in de film werden vertolkt door Matthew Bruch, George Woodard, en Bonnie Pritchard.

## Verhaal
Natuurkundedocent en amateurpiloot Nick Miller maakt eindelijk zijn droom om door de tijd te kunnen reizen waar. Met een commodore 64 en een klein vliegtuigje maakt hij een tijdmachine. Na te zijn geïnspireerd door een reclame voor GenCorp nodigt hij een journalist en een GenCorp-official uit om een kijkje te komen nemen. De journalist is Lisa Hansen, Nicks oude vlam van de middelbare school. Een reisje naar het jaar 2041 overtuigt de official, en hij regelt een ontmoeting voor Nick met GenCorp’s CEO J.K. Robertson. Geobsedeerd door de mogelijkheden van tijdreizen biedt hij Nick een contract aan.
Later die week ontmoeten Nick en Lisa elkaar weer in de supermarkt, en gaan op een date. Wanneer ze voor de grap nog een keer naar 2041 reizen, blijkt alles daar te zijn veranderd. Nick ontdekt dat GenCorp zijn tijdreistechnologie heeft misbruikt om de toekomst te vernietigen. De rest van de film draait om Nick en Lisa's pogingen om de schade terug te draaien. Dit leidt uiteindelijk tot een gevecht in het jaar 1777, ten tijde van de Amerikaanse Revolutie. De hedendaagse Nick, Lisa, Matt en Robertson sterven, en de tijdmachine wordt vernietigd nog voor Nick zijn eerste demonstratie kan geven. Derhalve worden alle gebeurtenissen uit de film gereset alsof ze nooit hebben plaatsgevonden. De 1 week jongere Nick beseft nu het gevaar van tijdreizen, en laat zijn demonstratie expres mislukken zodat GenCorp geen interesse meer toont.

## Rolverdeling
| Acteur               | Personage         |
| -------------------- | ----------------- |
| Matthew Bruch        | Nick Miller       |
| Bonnie Pritchard     | Lisa Henson       |
| Peter Harrington     | Matthew Paul      |
| George Woodard       | J.K. Robertson    |
| Jason Smiley         | Future Inhabitant |
| Michael J. Valentine | Cabbie            |
| Jim Rohn             | Richter           |
| Ted Pendleton        | Gris              |
| Becky Fenton         | Becks             |
| Jack McGinnis        | Mick              |
| Martin Guigui        | Marty             |
| Peter Beckwith       | Scalper           |
| Ilene Blackman       | Newspaper Editor  |

## Achtergrond
De productie van de film vond plaats in Rutland in de zomer van 1990. Toch gebruikte de film veel decors en rekwisieten uit de jaren 80. De film werd gemaakt met een budget van $ 150.000.
Aanvankelijk was de film een financiële mislukking daar hij er niet in slaagde de kosten terug te verdienen. Maar dit veranderde toen de film werd bespot in de cultserie Mystery Science Theater 3000. De MST3K-versie liep zo goed dat de film eindelijk uit de rode cijfers kwam. Voor de MST3K aflevering werd een reünie georganiseerd van de mensen die aan de film hadden meegewerkt.
Een vervolg op de film staat inmiddels op de planning. De werktitel is voorlopig Time Chasers 2 - Nick of Time.